# Septième circonscription du Nord de 1852 à 1863
La septième circonscription du Nord était l'une des 8 circonscriptions législatives françaises que comptait le département du Nord pendant les onze premières années du Second Empire.

## Description géographique et démographique
La septième circonscription du Nord était située à la périphérie de l'agglomération cambraisienne. Ceinturé entre le Pas-de-Calais, les arrondissements de Douai,  Valenciennes, Avesnes-sur-Helpe et le département de l'Aisne, la circonscription est centrée autour de la ville de Cambrai.  
Elle regroupait les divisions administratives suivantes : Canton de Cambrai-Est ; Canton de Cambrai-Ouest ; Canton de Carnières ; Canton de Clary ; Canton du Cateau-Cambrésis ; Canton de Marcoing et le Canton de Solesmes.
Lors du recensement général de la population en 1851 à la suite du décret du 1er février de cette année, la population totale de cette circonscription est estimée à 174 245 habitants.

## Historique des députations
| Législature     | Début de mandat | Fin de mandat    | Député élu      | Parti politique     | Observations |
| --------------- | --------------- | ---------------- | --------------- | ------------------- | ------------ |
| Ire législature | 29 février 1852 | 27 novembre 1857 | Charles Seydoux | Majorité dynastique |              |
| 2e législature  | 21 juin 1857    | 4 novembre 1863  | Charles Seydoux | Majorité dynastique |              |